# آئروفلوت
آئروفلوت – هواپیمایی روسی (روسی: ОАО "Аэрофло́т-Росси́йские авиали́нии"، OAO Aeroflot-Rossiyskiye avialinii) (MCX: AFLT)، که اغلب با نام آئروفلوت (روسی: Аэрофлот، ترجمهٔ فارسی: "ناوگان هوایی"، تلفظ [ɐɛrɐˈflot]) شناخته می‌شود، شرکت هواپیمایی حامل پرچم روسیه و بزرگ‌ترین شرکت هواپیمایی این کشور است. این شرکت اپراتور پروازهای داخلی و خارجی در کشور روسیه بوده، که از فرودگاه بین‌المللی شرمتیوو به‌عنوان قطب شرکت هواپیمایی استفاده می‌نماید.
شرکت آئروفلوت یکی از قدیمی‌ترین خطوط هوایی جهان است، که ریشه‌های تأسیس آن، به سال ۱۹۲۳ بازمی‌گردد. در زمان اتحاد جماهیر شوروی سوسیالیستی به صورت کاملاً دولتی اداره می‌شد و بزرگ‌ترین شرکت هواپیمایی جهان به‌شمار می‌آمد. این شرکت پس از فروپاشی اتحاد جماهیر شوروی ساختارش تغییر پیدا کرد و به صورت نیمه‌دولتی درآمد. امروزه کماکان اکثریت سهام آئروفلوت (۵۱٪) در اختیار دولت روسیه است و در سال ۲۰۰۷ میلادی، نوزدهمین شرکت هواپیمایی پرسود جهان بود.

## مقصدهای پروازی
تا تاریخ دسامبر ۲۰۱۳، آئروفلوت پروازهای مسافربری و باربری از مبدأ فرودگاه بین‌المللی شرمتیوو به ۱۲۹ مقصد را انجام می‌دهد.

### قرارداد نماد مشترک
تا تاریخ نوامبر ۲۰۱۵، آئروفلوت با شرکت‌های هواپیمایی زیر قرارداد نماد مشترک دارد:
- آدریا ایرویز
- ارولینیاس آرژانتیناس[۱۰]
- ایربالتیک
- ایر اروپا
- ایر فرانس
- ایر صربیا
- آلیتالیا
- آورورا (شرکت هواپیمایی)
- بانکوک ایرویز
- بلغاریا ایر
- هواپیمایی شرقی چین
- هواپیمایی جنوبی چین
- چک ایرلاینز
- Donavia
- فن‌ایر
- گارودا ایندونزیا
- ایسلندایر
- کنیا ایرویز
- کی‌ال‌ام
- هواپیمایی کره
- لوت پولیش ایرلاینز[۱۱]
- میات مونگولین ایرلاینز
- اورن‌ایر
- روسیه ایرلاینز
- هواپیمایی پادشاهی مراکش
- هواپیمایی سعودی
- تاروم